# Vojtěch Vacek
Vojtěch Vacek (* 17. červenec 1993 Praha) je český básník a organizátor kulturních událostí.

## Život
Narodil se 17. července 1993 v Praze. Vystudoval obor Knihkupectví na SŠ Náhorní a Vydavatelskou produkci na VOŠG Hellichova.

## Kariéra
Je spoluorganizátorem festivalů Den poezie a Zlatoválky. Za svou druhou básnickou knihu Měňagon získal za rok 2021 Cenu Jiřího Ortena. Jeho básně byly přeloženy do angličtiny, němčiny, francouzštiny a japonštiny. Je spoluautorem scénáře k dark fantasy tahové strategii The Mystic od herního studia Pipe Dream. Hraje na basovou kytaru v alternativní rockové kapele Představy postavy.

## Dílo
- Schopní jsou ti s chlopní, 2015, Občanské sdružení H_aluze; ISBN 978-80-87593-14-1
- Měňagon, 2021, Pavel Mervart; ISBN 978-80-7465-497-8 – Cena Jiřího Ortena 2021